# Вэрзэрешть
Вэрзэрешть, Варзарешты (рум. Vărzărești) — село в Ниспоренском районе Молдавии. Является административным центром коммуны Вэрзэрешть, включающей также село Шендрень.

## История
Село возникло в 70 км от Кишинёва неподалёку от Варзарештского монастыря. Монастырь в свою очередь основан в 1430 году и назван в честь боярина Раду Вэрзару.
В XVIII—XIX веках село Варзарешты принадлежало боярскому роду греко-итальянского происхождения Ралли. В 1821 году, когда село перешло к сыну Замфиракия Ралли Григорию, в нём насчитывалось 57 дворов. В этот период (1820—1823 гг.) в селе неоднократно бывал поэт А. С. Пушкин, посещая табор цыган, остановившийся на окраине.
В конце XIX века Варзарешты насчитывали 2982 жителя, 681 двор, в селе имелось 3 православных церкви, еврейский молитвенный дом, 2 школы, водочный завод, выделывающий более 1000 вёдер фруктовых водок.

## География
Село расположено на высоте 220 метров над уровнем моря.

## Население
По данным переписи населения 2004 года, в селе Вэрзэрешть проживает 4916 человек (2418 мужчин, 2498 женщин).
Этнический состав села:
| Национальность | Число жителей | Процентный состав |
| -------------- | ------------- | ----------------- |
| молдаване      | 4682          | 95.24             |
| румыны         | 174           | 3.54              |
| русские        | 24            | 0.49              |
| украинцы       | 11            | 0.22              |
| цыгане         | 11            | 0.22              |
| гагаузы        | 4             | 0.08              |
| болгары        | 2             | 0.04              |
| прочие         | 8             | 0.16              |
| Всего          | 4916          | 100 %             |

## Известные уроженцы
- Годельман, Яков Моисеевич (род. 1933) — почвовед, эколог, учёный в области виноградарства.
- Портной, Рахмиль Маркович (1908—1965) — молдавский драматург и литературный критик.